# Асен Вапорджиев
Асен Стефанов Вапорджиев е български контрабасист.
Роден е на 12 август 1901 година във Видин в семейството на учител по музика в гимназията, негови братя са виолончелистите Веселин Вапорджиев и Кирил Вапорджиев. През 1923 година завършва Музикалното училище в София, а след това и Парижката консерватория. Работи в Софийската опера, Държавния симфоничен оркестър и Музикалния театър, в междувоенния период изнася концерти в Централна и Западна Европа. Преподава в Музикалната академия.
Асен Вапорджиев умира през 1987 година.